# Pirates of the Caribbean: At World’s End (игра)
Pirates of the Caribbean: At World’s End (рус. Пираты Карибского Моря: На Краю Света) — видеоигра, изданная в 2007 году для консолей и PC-совместимых компьютеров и основанная на сюжете двух частей франшизы «Пираты Карибского моря» — «Пираты Карибского моря: Сундук мертвеца» и «Пираты Карибского моря: На краю света».
В игре появляются все главные и большинство второстепенных персонажей фильмов — Капитан Джек Воробей, Уилл Тёрнер, Элизабет Суонн, Дэви Джонс, Гектор Барбосса и другие.

## Сюжет
| Название уровня    | Персонаж                                    | Задание                                                            |
| Oстров-тюрьма      | Капитан Джек Воробей                        | Бежать из тюрьмы                                                   |
| Остров людоедов    | Уилл Тёрнер                                 | Спасти команду «Чёрной Жемчужины»                                  |
| Порт-Ройял         | Капитан Джек Воробей                        | Найти Тиа Дальму, освободить Капитана Шеваля                       |
| Битва с Голландцем | Капитан Джек Воробей, Уилл Тёрнер           | Украсть ключ от сундука Дейви Джонса                               |
| Тортуга            | Капитан Джек Воробей                        | Найти Элизабет Суонн и двух пиратских баронов                      |
| Остров Креста      | Уилл Тёрнер, Элизабет, Капитан Джек Воробей | Найти сундук, победить Джеймса Норрингтона                         |
| Битва с кракеном   | Капитан Джек Воробей, Уилл Тёрнер           | Победить Кракена                                                   |
| Сингапур           | Гектор Барбосса, Элизабет                   | Найти Сяо Феня, победить служанок Сяо Феня, и взорвать мост.       |
| Морское дно        | Гектор Барбосса, Капитан Джек Воробей       | Найти Чёрную Жемчужину, спасти пиратского барона.                  |
| Морская битва      | Капитан Джек Воробей, Элизабет              | Освободить Жемчужину, победить Сяо Феня.                           |
| Город Крушения     | Капитан Джек Воробей, Гектор Барбосса       | Найти последних двух баронов.                                      |
| Водоворот          | Элизабет, Уилл Тёрнер, Капитан Джек Воробей | Сначала спасти команду, потом победить Дейви Джонса и Лорда Бекета |

### Остров-тюрьма
На этом уровне Джека спасает капитан Тиг. Поскольку это первый уровень, то он является «обучающим». В конце уровня мы узнаём маленькие, но всё же важные части сюжета: Джек должен собрать всех членов Совета Братства (всего членов девять), найти «неуловимую гадалку» Тиа Далму и держатся подальше от открытого моря, дабы избежать ужасной кары Дейви Джонса.

### Остров людоедов
На этом уровне мы впервые играем Уиллом Тёрнером. Уилл прибыл на остров, чтобы разыскать Джека и уговорить его помочь себе, отыскать и спасти Элизабет Суонн, но он, сам того не ведая, спас подвешенного над костром Джека (цитата Уилла из игры: «Я искал тебя, а теперь, оказывается, ещё и спас».). В конце уровня Уилл и Джек выбираются с острова на «Чёрную Жемчужину» (благодаря плоту). Теперь наши герои плывут в опасный для них и для всех пиратов Порт-Ройал.

### Порт Ройял
Этот уровень по праву можно считать самым «спокойным» (если пройти Джекотню и не попадаться на глаза патрулирующим улицы солдатам). Именно здесь мы найдём Тиа Далму, которая даст нам задание спасти от виселицы нашего первого главаря пиратов, капитана-француза Шеваля. После спасения француза мы поспешно отступаем. На пути к отступлению нам встречается губернатор Суонн, отец Элизабет. Отец просит спасти дочь, поскольку лорд Катлер Бекетт обвинил её в пиратстве. После беседы с губернатором, Джека всё же догоняют солдаты, а нам за малое время придётся вернутся на «Жемчужину».

### Битва с «Голландцем»
Сначала приходится защищать Уилла и в то же самое время отбиваться от кучи пиратов. Далее Уилл перебирается на «Летучий Голландец», потом пробиться сквозь орды врагов которые только и хотят убить тебя! Достаём ключ от сундука и смываемся. Далее путь следует на Тортугу!
Под конец уровня Уилл встречает своего отца и обещает освободить его.

### Тортуга
Убиваем пиратов, получаем пощёчины, сражаем в дуэли пиратского барона Вильянуэву, спасаем Элизабет, бежим с Тортуги.

### Остров Креста
Находим сундук, пока Пинтель и Рагетти выкапывают сундук с сердцем Дэйви Джонса, мы защищаем их. Догоняем Уилла, Джека и Норрингтона. Сражаемся за Джека в дуэли против Джеймса.

### Битва с Кракеном
Сначала нападает на «Черную Жемчужину» «Летучий Голландец», потом когда «Черная Жемчужина» убегает от голландца, Джонс приказывает призвать Кракена и «Черной Жемчужине» нужно от него отбиться, потом, когда закончится уровень, Кракен отправит «Жемчужину» вместе с Джеком на дно.

### Сингапур
Вы высаживаетесь в Сингапуре, где вам надо найти баню и в ней Сяо Феня. В общем-то тёплого приёма вам ожидать не следует. При этом Барбосса собирает долги и проучивает старых врагов.

### Морское дно
Герои теряют корабль Сяо Фена, Барбосса отправляется на поиски Джека. После его спасения, Гектор и Воробей вместе отбиваются от мертвецов. После того как подобрали остальных, Джек, по просьбе Тиа Дальмы, отправился на поиски ещё одного участника совета.

### Морская битва
Герои благополучно выбрались из тайника, но их настигает Сяо Фен, который предлагает наглую сделку, в котором грозит сдать команду Бекетту, но в случае победы, он освобождает всех, но всё равно забирает Элизабет, дабы считая, что она — легендарная Богиня Калипсо. Элизабет вызывает его на дуэль и выигрывает. Позднее их настигает «Голландец» и задача игроков отбиваться от врагов, и во время бомбёжки прятаться в укромных местах.

### Город Крушения
Джек встречает капитана Тига, который просит его найти остальных «загулявшихся» участников совета и главаря пиратов.

### Водоворот
Последний уровень. Совет выбрал Элизабет Суонн новым Королём пиратов и принял решение дать бой. Действие будет одновременно, как на Голландце, так и на Жемчужине.

## Озвучивание
- Джаред Батлер — капитан Джек Воробей
- Криспин Фриман — Уилл Тёрнер
- Элиза Шнайдер — Элизабет Суонн
- Брайан Джордж — Гектор Барбосса
- Джек Ангел — капитан Тиг
- Джулиан Буэшер — Тиа Далма
- Робин Аткин Даунс — Дейви Джонс[2]
- Том Холландер — лорд Катлер Бекетт
- Стеллан Скарсгард — Прихлоп Билл Тернер
- Стивен Блум — пираты / второстепенные персонажи
- Клайв Ревилл — британские офицеры

## Оценки
| Сводный рейтинг    | Сводный рейтинг | Сводный рейтинг | Сводный рейтинг | Сводный рейтинг | Сводный рейтинг | Сводный рейтинг | Сводный рейтинг |
| Издание            | Оценка          | Оценка          | Оценка          | Оценка          | Оценка          | Оценка          | Оценка          |
| Издание            | DS              | PC              | PS2             | PS3             | PSP             | Wii             | Xbox 360        |
| ------------------ | --------------- | --------------- | --------------- | --------------- | --------------- | --------------- | --------------- |
| GameRankings       | 65,30 %         | 58,86 %         | 51,50 %         | 56,80 %         | 58,25 %         | 56,59 %         | 58,09 %         |
| Metacritic         | 66/100          | 57/100          | 54/100          | 55/100          | 61/100          | 53/100          | 58/100          |
| Иноязычные издания |                 |                 |                 |                 |                 |                 |                 |
| Издание            | Оценка          | Оценка          | Оценка          | Оценка          | Оценка          | Оценка          | Оценка          |
| Издание            | DS              | PC              | PS2             | PS3             | PSP             | Wii             | Xbox 360        |
| Edge               | N/A             | N/A             | N/A             | 3/10            | N/A             | N/A             | N/A             |
| EGM                | N/A             | N/A             | N/A             | 5,17/10         | N/A             | N/A             | 5,17/10         |
| Eurogamer          | N/A             | N/A             | N/A             | N/A             | N/A             | N/A             | 3/10            |
| Game Informer      | N/A             | N/A             | N/A             | 6/10            | N/A             | N/A             | 6/10            |
| GamePro            | N/A             | N/A             | N/A             | N/A             | N/A             | N/A             | [ 21 ]          |
| GameSpot           | 7,1/10          | 5,4/10          | 5,4/10          | 6/10            | 5,4/10          | 5/10            | 6,2/10          |
| GameSpy            | [ 27 ]          | N/A             | N/A             | N/A             | N/A             | [ 28 ]          | [ 29 ]          |
| GameTrailers       | N/A             | N/A             | N/A             | 6,4/10          | N/A             | N/A             | 6,4/10          |
| GameZone           | 6,8/10          | N/A             | N/A             | N/A             | N/A             | 6,2/10          | 6/10            |
| IGN                | 6,5/10          | 6,5/10          | 6,5/10          | 5,2/10          | 6,5/10          | 6,5/10          | 5,5/10          |
| Nintendo Power     | 7/10            | N/A             | N/A             | N/A             | N/A             | 4,5/10          | N/A             |
| OXM                | N/A             | N/A             | N/A             | N/A             | N/A             | N/A             | 5,5/10          |
| PC Gamer (US)      | N/A             | 40 %            | N/A             | N/A             | N/A             | N/A             | N/A             |

Игра получила смешанные отзывы.